# Lasioglossum morio
Lasioglossum morio là một loài Hymenoptera trong họ Halictidae. Loài này được Fabricius mô tả khoa học năm 1793.

## Hình ảnh

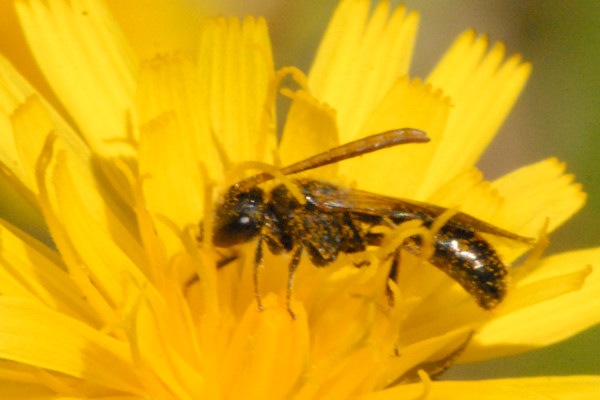